# Mads Emil Madsen
Mads Emil Møller Madsen (* 14. ledna 1998 Skanderborg) je dánský profesionální fotbalista, který hraje na pozici středního záložníka za dánský klub Aarhus GF. Je bývalým dánským mládežnickým reprezentantem do 21 let.

## Klubová kariéra

### Silkeborg
Madsen začal hrát fotbal v akademii klubu Gl. Rye IF, který trénoval jeho otec. Ve věku 13 let Madsen přešel do klubu Silkeborg IF.
V říjnu 2016 podepsal Madsen svou první profesionální smlouvu v klubu, a to na čtyři roky. Dne 10. října 2016 Madsen debutoval v A-týmu ve věku 18 let, když odehrál poslední minuty remízy 1:1 s Lyngby.
V březnu 2019 vstřelil svůj první gól v klubu při výhře 4:2 nad HB Køge. V sezóně 2018/19 odehrál 28 utkání v druhé nejvyšší soutěži, ve které vstřelil jeden gól. Silkeborgu pomohl k postupu zpět do Superligaen. V únoru 2020 se Madsen stal, ve věku 22 let, kapitánem týmu.

### LASK
Dne 29. června 2020 přestoupil Madsen do rakouského klubu LASK Linz, kde podepsal na čtyřletou smlouvu do roku 2024. Debutoval 29. srpna v prvním kole rakouského poháru při vítězství 3:0 nad ASV Siegendorf. Svůj debut v rakouské Bundeslize si odbyl o necelý měsíc později, 19. září při remíze 1:1 proti WSG Swarovski Tirol. Dne 26. listopadu Madsen poprvé zasáhl do zápasu v evropských pohárech; jednalo se o utkání ve skupinové fázi Evropské ligy proti Royal Antwerp. Svůj první gól za LASK v Evropě vstřelil 10. prosince v zápase s Ludogorcem Razgrad.

### Slavia Praha
Dne 5. června 2021 se Madsen přesunul do Slavie Praha, kde podepsal smlouvu na čtyři a půl roku. V klubu debutoval 14. srpna 2021 v zápase proti Mladé Boleslavi.

## Statistiky

### Klubové
K 5. říjnu 2021
| Klub         | Sezóna  | Liga                | Liga   | Liga | Pohár  | Pohár | Evropské poháry | Evropské poháry | Ostatní | Ostatní | Celkem | Celkem |
| Klub         | Sezóna  | Liga                | Zápasy | Góly | Zápasy | Góly  | Zápasy          | Góly            | Zápasy  | Góly    | Zápasy | Góly   |
| ------------ | ------- | ------------------- | ------ | ---- | ------ | ----- | --------------- | --------------- | ------- | ------- | ------ | ------ |
| Silkeborg    | 2016/17 | Superligaen         | 2      | 0    | 2      | 0     | —               | —               | —       | —       | 4      | 0      |
| Silkeborg    | 2017/18 | Superligaen         | 3      | 0    | 0      | 0     | —               | —               | —       | —       | 3      | 0      |
| Silkeborg    | 2018/19 | 1. division         | 28     | 1    | 2      | 0     | —               | —               | —       | —       | 30     | 1      |
| Silkeborg    | 2019/20 | Superligaen         | 30     | 2    | 2      | 1     | —               | —               | —       | —       | 32     | 3      |
| Silkeborg    | Celkem  | Celkem              | 63     | 3    | 6      | 1     | —               | —               | —       | —       | 69     | 4      |
| LASK         | 2020/21 | Rakouská Bundesliga | 24     | 0    | 5      | 0     | 3               | 1               | —       | —       | 32     | 1      |
| Slavia Praha | 2021/22 | Fortuna:Liga        | 2      | 0    | 0      | 0     | 0               | 0               | —       | —       | 2      | 0      |
| Celkem       | Celkem  | Celkem              | 89     | 3    | 11     | 1     | 3               | 1               | 0       | 0       | 103    | 5      |